# アジズ・アハヌッシュ
アジズ・アハヌッシュ（シルハ語: Ɛaziz Axnnuc / ⵄⴰⵣⵉⵣ ⴰⵅⵏⵏⵓⵛ、アラビア語: عزيز أخنوش、フランス語: Aziz Akhannouch、1961年 - ）は、モロッコの実業家、政治家。
2021年9月より第17代同国首相。同氏はモロッコの大富豪としても知られており、フォーブスが2023年に発表した世界長者番付によると、アフリカで13番目の資産家となっている(想定資産15億ドル)。

## 日本との関係
2022年9月28日、安倍晋三元総理の国葬に出席するために来日していた同氏は岸田総理と首相会談を行った。

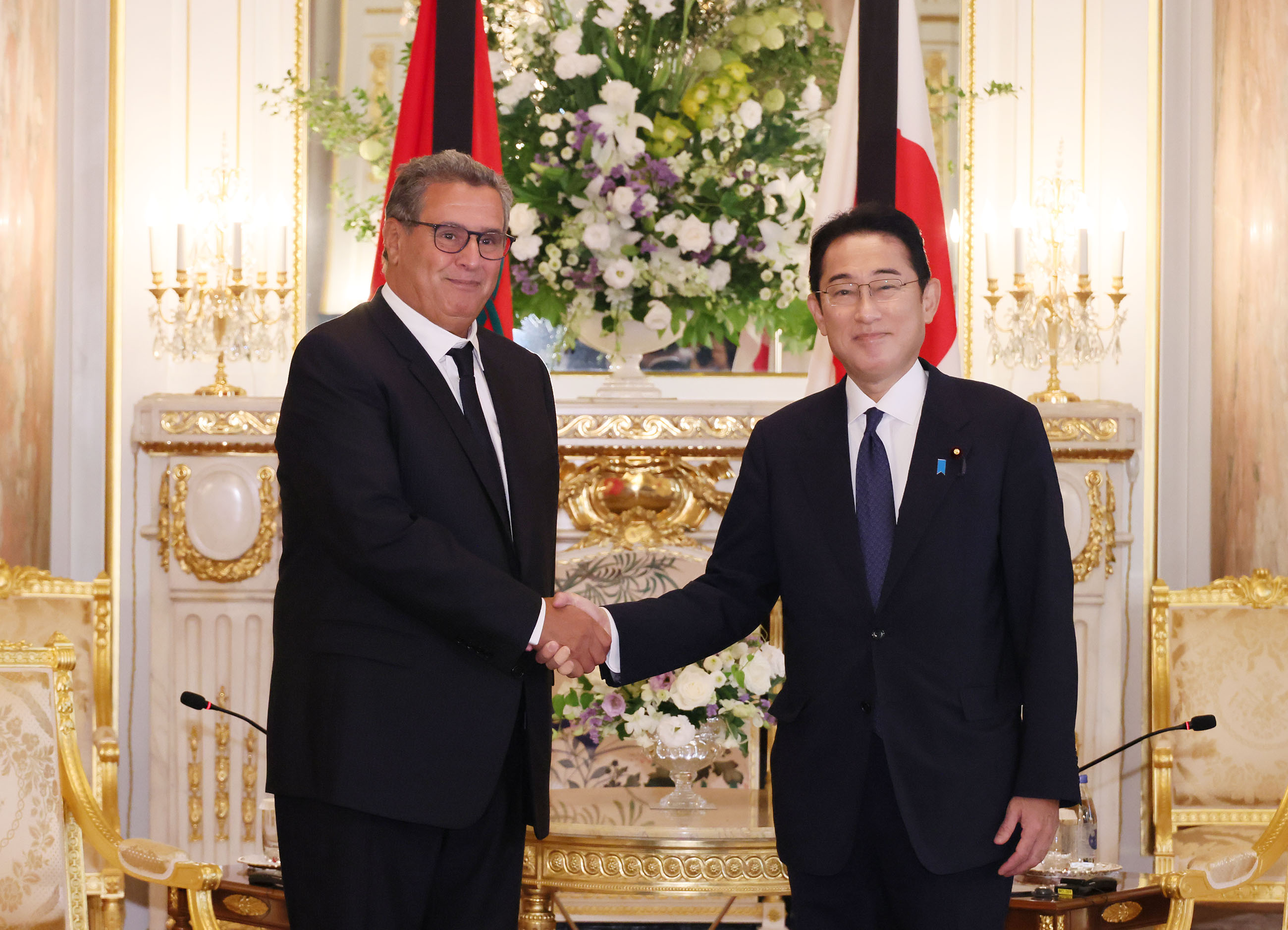
日モロッコ首相会談